# Rainer Matthias Holm-Hadulla
Rainer Matthias Holm Hadulla (nacido el 22 de septiembre de 1951) es un profesor alemán en psiquiatría, medicina psicosomática y psicoterapia.

## Vida
Holm-Hadulla estudió medicina y filosofía en las Universidad de Marburgo, Roma y Heidelberg . Desde 1976 a 1978 trabajó como médico asistente ydesde 1979 hasta 1986 se especializó en medicina psiquiátrica, psicosomática y psicoterapia, así como también fue profesor adjunto en la Universidad de Heidelberg . 
De 1986 hasta 2016 fue director de la oficina de asesoramiento para estudiantes de la Universidad de Heidelberg y trabajó como psiquiatra, psicoterapeuta y psicoanalista en su práctica privada.  En 1996, se convirtió en profesor adjunto de psicoterapia y medicina psicoterapéutica en la Universidad de Heidelberg.  En 2009, Holm-Hadulla fue nombrado miembro distinguido de "Morphomata", el Centro Internacional de Excelencia para Estudios Avanzados de la Universidad de Colonia .En 2010, fue nombrado miembro distinguido del "Marsilius-Kolleg", Centro de Excelencia para Estudios Interdisciplinarios Avanzados de la Universidad de Heidelberg.  En 2011 fue invitado como profesor visitante a la Universidad Diego Portales en Santiago de Chile.  En 2015 ingresó a la Academia Argentina de Ciencias, Psicoanálisis y Psiqiuatría.  Además, Holm-Hadulla dio conferencias científicas con frecuencia en América y Asia. 
Desde 2017, Holm-Hadulla ha continuado ejerciendo como profesor investigador emérito en la Universidad de Heidelberg. También se dedica a enseñar como profesor visitante en universidades nacionales e internacionales, como en la Pop-Academy Baden-Württemberg en Mannheim,en la Universidad de Chile y otras.
Desde 2015 ha dirigido el proyecto de ayuda para niños refugiados "Frühe Hilfen für Flüchtlingskinder", involucrando a numerosos estudiantes en la asistencia a niños en el centro de acogida de Patrick-Henry-Village. Aun después de su jubilación en 2017, Holm-Hadulla continúa realizando actividades de investigación y docencia en la clínica universitaria de Heidelberg, impartiendo clases periódicamente también en Santiago. 
Al comienzo de la pandemia de COVID-19, en el año 2020, Holm-Hadulla llevó a cabo diversos estudios sobre el impacto de este fenómeno global con especial atención a los efectos psicosociales, cuyos resultados han sido publicados en revistas internacionales de alto prestigio. En concreto, junto con sus colaboradores, mostró cómo las restricciones derivadas de la pandemia condicionaron notablemente el bienestar psicosocial entre los estudiantes universitarios, así como también provocaron un aumento significativo de trastornos, en particular de casos de depresión. Además, el grupo de investigación demostró que, un año después del levantamiento de las restricciones, el bienestar psicosocial había mejorado y, en promedio, los trastornos psiquiátricos habían disminuido considerablemente. Paralelamente, un buen sentido de coherencia y un sentido desarrollado de autoeficacia se revelaron como importantes factores de protección psicosocial.
En 2024, Holm-Hadulla fue nombrado Miembro Honorario de la Academia Chilena de Medicina.  En 2025 se le otorgó el grado de "Doctor Honoris Causa en Derechos Humanos para la Paz". 
Hadulla habla continuamente sobre las aplicaciones prácticas de sus investigaciones en programas de radio y televisión, periódicos y revistas.  

## Teoría interdisciplinaria y dialética de la creatividad
Holm-Hadulla desarrolló con sus estudiantes y doctorandos una teoría interdisciplinaria y dialéctica de la creatividad Comienza con la noción antigua de que la creatividad toma lugar en una interacción entre el orden y el caos. Se pueden encontrar ideas similares en las neurociencias y la psicología.  De una forma neurobiológica, se puede demostrar que el proceso creativo tiene lugar en una interacción dinámica entre la coherencia y la incoherencia, lo que conduce al desarrollo de redes neuronales nuevas y funcionales. La psicología muestra la forma en que la dialéctica del pensamiento convergente y focalizado aunado con el pensamiento divergente y asociativo conducen a nuevas ideas y productos.  También señala que los rasgos de personalidad creativa parecen ser contradictorios, por ejemplo la apertura y el egoísmo, las actitudes caóticas y disciplinadas, el desaliento y la exuberancia. Holm-Hadulla describió la dialéctica de los rasgos de personalidad creativa en nombre de personalidades extraordinarias como Wolfgang Amadeus Mozart, Johann Wolfgang von Goethe, Clara y Robert Schumann Pablo Piccaso Marie Curie Albert Einstein,  Jim Morrison,  Madonna Ciccone y Mick Jagger .  Su teoría dialéctica de la creatividad se aplica también al asesoramiento y la psicoterapia.   

## Publicaciones

### Libros
- El Arte Psicoterapéutico - la hermenéutica como base de la acción terapéutica. Versión revisada y ampliada en Español. Editorial Herder, Barcelona 1997, ISBN 84-254-2072-5
- The Art of Counseling and Psychotherapy. Versión revisada y ampliada en Inglés. Karnac Books, Londres/Nueva York 2004, ISBN 1-85575-946-2
- Leidenschaft: Goethes Weg zur Kreativität. Eine Psychobiographie. Vandenhoeck & Ruprecht, Göttingen 2009, ISBN 978-3-525-40409-6
- Kreativität. Konzept und Lebensstil. Vandenhoeck & Ruprecht, Göttingen 2010, ISBN 3-525-49073-9
- Kreativität zwischen Schöpfung und Zerstörung. Konzepte aus Kulturwissenschaften, Psychologie, Neurobiologie und ihre praktischen Anwendungen. Vandenhoeck & Ruprecht, Göttingen 2011, ISBN 978-3-525-40433-1
- Passione. Il cammino di Goethe verso la creatività. Una psicobiografia. Traduzione dal tedesco e cura di Antonio Staude, edizione rielaborata e accresciuta rispetto all'opera originale. Mimesis Edizioni, Milano 2016, ISBN 978-88-5753-234-9
- The Recovered Voice - Tales of Practical Psychotherapy. Karnac Books, Londres/Nueva York 2017, ISBN 978-1-78220-398-8
- Goethe's Path to Creativity: A Psycho-Biography of the Eminent Politician, Scientist and Poet. Routledge, Taylor & Francis Group 2019, ISBN 978-1-138-62604-1
- Integrative Psychotherapie. 2. ed., Psychosozial-Verlag, Gießen 2021, ISBN 978-3-3879-7765-3
- Psicoterapia Integrativa - Un modello interdisciplinare attraverso tredici racconti di pratica psycoterapeutica. Mimesis Edizioni, Milano 2022, ISBN 9788857580920
- The Creative Transformation of Despair, Hate and Violence - What we can learn from Madonna, Mick Jagger & Co. Springer International, Switzerland 2023, ISBN 978-3-031-27384-1

### Editor
- con Joachim Funke, Michael Wink: Intelligence - Theories and Applications, Springer Nature, Londres, Berlín, Nueva York 2022, ISBN 978-3-031-04197-6.

### Artículos selectos
- Holm-Hadulla, R. M. (2003). "Psychoanalysis as a creative shaping process". The International Journal of Psychoanalysis, 84, 1203–1220
- Holm-Hadulla, R. M. (2005). "Aesthetic and hermeneutic judgements in psychotherapy". Philosophy, Psychiatry, & Psychology, 12, 297–299
- Holm-Hadulla, R. M., Roussel, M., & Hofmann, F. (2010). "Depression and creativity: The case of the German poet, scientist and statesman J. W. v. Goethe". Journal of Affective Disorders, 127 (1–3), 43–49
- Holm-Hadulla, R. M. (2011). "Creatividad, Depresión y Psicoanálisis: el caso Goethe". Revista Argentina de Psicoanálisis, 58, 695–714
- Holm-Hadulla R. M., Sperth M., & Hofmann F. (2011). "Integrative Counselling". Asian-Pacific Journal of Counselling and Psychotherapy, 2, 3–24
- Holm-Hadulla, R. M. (2012). "Goethe's Anxieties, Depressive Episodes and (Self-) Therapeutic Strategies: A Contribution to Method Integration in Psychotherapy". Psychopathology, 46:266–274
- Holm-Hadulla, R. M. & Hofmann, F. (2012). "Counselling, psychotherapy and creativity". Asia Pacific Journal of Counselling And Psychotherapy, 3, 130–136
- Holm-Hadulla, R. M. (2013). "The Dialectic of Creativity: A Synthesis of Neurobiological, Psychological, Cultural and Practical Aspects of the Creative Process". Creativity Research Journal, 25(3), 293–299
- Holm-Hadulla, R. M., Bertolino, A. (2014). "Creativity, Alcohol and Drug Abuse: The Pop Icon Jim Morrison". Psychopathology, 47(3):167–173
- Holm-Hadulla, R. M., Koutsoukou-Argyraki, A. (2015). "Mental Health of Students in a Globalized World". Mental Health and Prevention, 3, 1–4
- Holm-Hadulla, R. M., Koutsoukou-Argyraki, A. (2016)."Integrative Psychotherapy of Patients with Schizophrenic Spectrum Disorders: The Case of a Musician Suffering From Psychotic Episodes". Journal of Psychotherapy Integration, 26(4):425-436
- Holm-Hadulla, R. M., Koutsoukou-Argyraki, A. (2017)."Bipolar Disorder and/or Creative Bipolarity: Robert Schumann's Exemplary Psychopathology". Psychopathology, 50(6):379-388
- Holm-Hadulla, R. M. (2019). "Sympathy for the Devil - The Creative Transformation of the Evil". Journal of Genius and Eminence, 5(1):1–11
- Holm-Hadulla, R. M., Wendt, AN (2020). Dialectical Thinking – Further Contributions to Creativity. In: Encylocpedia of Creativity, Runco, M. & Pritzker, S. (Eds.), Academic Press
- Holm-Hadulla, R. M. (2020). "Creativity and Positive Psychology in Psychotherapy." International Journal of Psychiatry, doi.org/10.1080/09540261
- Holm-Hadulla, R. M., Klimov, M., Juche, T., Möltner, A., Herpertz, SC. (2021). Well-Being and Mental Health of Students during the COVID-19 Pandemic. Psychopathology, doi10.1159/000519366
- Holm-Hadulla, R. M., Mayer, C.H., Wendler, H., Kotera, Y., Kremer T., Herpertz, SC. (2022). Fear, depression and well-being during the COVID-19 Pandemic in German and South African students: A cross-cultural comparison. Frontiers of Psychology, doi: 10.3389/psyg.2022.920125
- Holm-Hadulla R. M., Wendler H, Baracsi G, Storck T, Möltner A and Herpertz S (2023). Depression and social isolation during the COVID-19 pandemic in a student population: the effects of establishing and relaxing social restrictions. Frontiers in Psychiatry, doi: 10.3389/fpsyt.2023.1200643
- Holm-Hadulla, R.M., Kösler, L.-M., Bauer, S., Möltner, A. (2024). The relationship between sense of coherence and self-efficacy with well-being and mental health – the situation of students at a typical German university during the COVID-19 pandemic and 1 year after the lifting of social restrictions. Frontiers in Psychology, 15:1200643. doi: 10.3389/fpsyg.2024.1457992.